# マトリックス・コード

デジタル雨の一例

マトリックス・コード (英語: Matrix code) あるいはマトリックスのデジタル雨 (英語: Matrix digital rain)とは、『マトリックス』シリーズに登場する、緑色で雨が降るような動きで表示されるコンピュータコードである。画面の上から下に落ちてくる緑色のコードは、映画の中でマトリックスのヴァーチャルリアリティ環境における活動を表現するために用いられている。マトリックスシリーズの4本の映画全てとスピンオフである『アニマトリックス』のエピソードはこの落ちてくるコードの映像で始まる。「特に『マトリックス』らしいシーン」と考えられており、スター・ウォーズシリーズにおけるオープニングクロール同様、フランチャイズを象徴するものとなっている。

## 背景
映画では、マトリックスそのものを構成しているコードが頻繁に上から下に落ちてくる緑色の文字として表現されている。このコードはサイモン・ホワイトリーがデザインしたカスタム書体を使用している。半角カナやラテン文字、数字を鏡像にしたものが雨のように流れてくる。2017年のCNETのインタビューで、ホワイトリーはこのデザインを日本出身の妻のおかげだと言っており、「皆にこれを話すのが好きなのですが、｢マトリックス・コード｣は、日本の寿司のレシピなんですよ」 と述べている。文字が蛍光色の残像を残すため、黒地に緑色で文字が表示される旧式のモノクロームモニタに似た効果が出るようになっている。
映画に登場するデジタル雨の先行例としては、1989年に作られたハンガリーの実験的なポップカルチャー映画『メテオ』(Meteo)のコードシーンが存在する。1995年のサイバーパンク映画『GHOST IN THE SHELL / 攻殻機動隊』は『マトリックス』に強い影響を与えており、デジタル雨に似たオープニングクレジットが出てくる。
映画の『マトリックス』三部作やゲームThe Matrix: Path of Neoのウェブサイトなどで実際に使用されたコードの書体は公式にリリースされていない。このコードを模倣する書体が作られ、多くはスクリーンセーバーなどの形で見ることができる。

## 受容

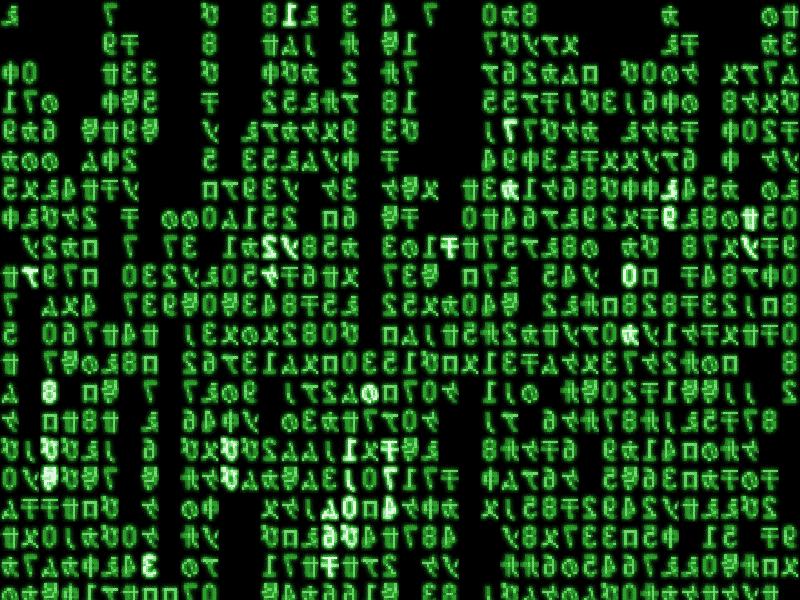
XScreenSaverにある、デジタル雨を表現したXMatrixという名称のスクリーンセーバー

オランダのミュージシャンであるアルイエン・アンソニー・ルカッセンは、この映画に敬意を表し、2010年に自らのバンドであるスター・ワンが出したアルバムVictims of the Modern Ageに"Digital Rain"という曲を収録した。
このデジタル雨に触発され、非公式なマトリックススクリーンセーバーが多数作られた。